# Joseph Ngalula
Joseph Ngalula Mpandajila (nascido em 12 de dezembro de 1928) é um escritor e político congolês.

## Biografia
Joseph Ngalula nasceu no dia 12 de dezembro de 1928 em Lusambo, no Congo Belga, numa família Baluba. Ele realizou seis anos de educação primária e cinco anos de cursos profissionais. Em junho de 1960, Barthélemy Mukenge foi eleito presidente da província de Kasai pela assembleia provincial. Insatisfeitos com os resultados, no dia 14 de junho a oposição da assembleia declarou o seu próprio governo provincial sob Ngalula. Em 16 de junho de 1960, Ngalula foi nomeado Ministro de Assuntos Económicos de Kasai por Mukenge, sem consulta. Em 9 de agosto, Albert Kalonji declarou que a região sudeste da província estava se separando para formar o Estado Autónomo de Kasai do Sul e nomeou Ngalula como seu Primeiro-ministro. Em julho de 1961, a relação entre os dois se deteriorou e Ngalula foi expulso. Desde que ele foi a pessoa responsável pela organização do estado, a administração de Kasai do Sul desfez-se após a sua partida. Posteriormente, ele estabeleceu o seu próprio partido político, a União Democrática, para se opor aos Kalonjistas. Em agosto de 1961 foi nomeado Ministro da Educação pelo Primeiro-ministro Cyrille Adoula. Ele ocupou o cargo até abril de 1963.
Ngalula foi eleito para o Senado em 2007.